# 蘇斯-馬塞大區
蘇斯-馬塞大區（阿拉伯语：‎）是摩洛哥的一個大區，位於該國中北部，首府設於阿加迪爾，始建於2015年9月，面積51,642平方公里，2014年人口2,676,847，人口密度每平方公里52人。